# Kerzenproblem
Das Kerzenproblem ist ein kognitiver Leistungstest, der den Einfluss der funktionellen Fixiertheit auf die Problemlösekapazitäten eines Probanden misst. Es wurde vom Gestaltpsychologen Karl Duncker entwickelt und von ihm 1935 unter der Bezeichnung „Schachtelaufgabe“ veröffentlicht.
Ursprünglich stellte Duncker diesen Test in seiner Disputation über Problemlösen auf der Clark University dar.

## Aufbau
Der Test erfordert vom Probanden, eine brennende Kerze an einem an der Wand hängenden Korkbrett so zu befestigen, dass das Wachs nicht auf den Boden tropft. Dabei dürfen die Testsubjekte folgende Materialien, die mit der Kerze gereicht werden, verwenden:
- Eine Packung Streichhölzer
- Eine Schachtel mit Reißnägeln darin

## Lösung

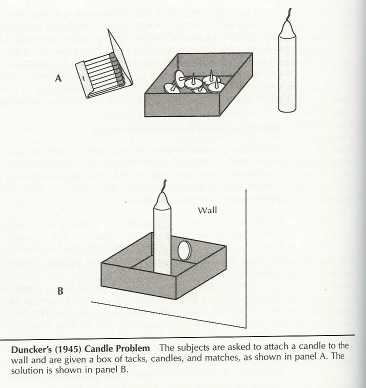
Das Kerzenproblem

Die Lösung besteht darin, die Reißnägel aus der Schachtel zu nehmen, in der sie sich befinden, stattdessen die Kerze in die Schachtel zu stellen, die Reißnägel zu verwenden, um die Schachtel am Korkbrett zu fixieren und dann die Kerze mit den Streichhölzern zu entzünden.
Das Konzept der funktionellen Fixiertheit sagt voraus, dass die Probanden die Schachtel, in der sich die Reißnägel befinden, lediglich als ein Mittel zur Aufbewahrung selbiger wahrnehmen werden und nicht als eine separate und funktionelle Komponente, die zur Problemlösung herangezogen werden kann.

## Rezeption
Viele Teilnehmer an dem Test versuchten, mit anderen kreativen, aber weniger effizienten Methoden, das Ziel zu erreichen. Manche versuchten, die Kerze direkt am Korkbrett zu befestigen, ohne die Schachtel zu Hilfe zu nehmen. Andere versuchten, die Kerze mithilfe des geschmolzenen Wachses als Kleber am Brett zu befestigen. Keine dieser Methoden aber funktionierte. Wenn allerdings die Reißnägel auf dem Tisch lagen und die Schachtel leer neben diesen platziert war, war es für alle Probanden sehr einfach, zur optimalen Lösung zu finden.
Solch kreative Problemlösungen werden durch positive Affekte erleichtert. Gleiches gilt für andere Kreativitätstests wie Remote Associates Test und Neun-Punkte-Problem.